# Louise d'Anhalt-Dessau (1798–1858)
Ne doit pas être confondu avec Louise d'Anhalt-Dessau.
Louise Frédérique d'Anhalt-Dessau (en allemand : Luise Friederike von Anhalt-Dessau) (1er mars 1798 – 11 juin 1858) est un membre de la maison d'Ascanie et princesse d'Anhalt-Dessau par la naissance. Grâce à son mariage avec Gustave de Hesse-Hombourg, elle devient landgravine consort de Hesse-Hombourg de 1846 à 1848.

## Biographie
La princesse Louise naît le 1er mars 1798 à Dessau, cinquième enfant et deuxième fille de Frédéric d'Anhalt-Dessau et de sa femme Amélie de Hesse-Hombourg, fille de Frédéric V de Hesse-Hombourg. La princesse Louise est sourde et muette de naissance.
Le 12 février 1818, à Dessau, Louise épouse son oncle, Gustave de Hesse-Hombourg. Gustave est le frère de Louise, la mère de la mariée et le fils de Frédéric V de Hesse-Hombourg et de sa femme Landgravine Caroline de Hesse-Darmstadt. 
Gustave et Louise ont  trois enfants :
- Caroline-Amélie de Hesse-Hombourg (1819-1872), mariée en 1839 à Henri XX de Reuss-Greiz (1794-1859) ;
- Élisabeth (1823-1864) ;
- Frédéric (1830-1848).

Gustave décède le 8 septembre 1848 à Bad Homburg. La princesse Louise survit 9 ans à son mari, et décède le 11 juin 1858 à Bad Homburg.